# جيمي كيميل
جيمي كيميل (بالإنجليزية: Jimmy Kimmel)‏ من مواليد (13 نوفمبر 1967) هو مقدم برامج، منتج، كاتب، ممثل أصوات وكوميدي أمريكي.
اشتهر جيمي بدوره كمقدم لبرنامج الحوار المسائي «جيمي كيميل لايف» الذي عرض على قناة «ABC» في 2003. استضاف كيميل حفل جوائز الإيمي برايم تايم لعام 2012 وعام 2016، بالإضافة إلى الأوسكار عام 2017 وعام 2018.

## نشأتهُ وعائلتهُ
ولد كيميل في بروكلين، نيويورك وتربى في حي «ميل بازين»، والدته جوان لاكانو، ووالده جيمس جون كيميل كان مديراً تنفيذياً في شركة «IBM». نشأ كيميل على الديانة المسيحية الكاثوليكية وكان من خدام المذبح. والدته من إصول إيطالية، واجداده من إصول ألمانية. إنتقلت عائلة إلى لاس فيغاس عندما كان بالتاسعة من العمر.وتخرج كيميل من مدرسة «إيد دبليو. كلارك الثانوية»، إرتاد جامعة نيفادا، لاس فيغاس لسنة واحدة، وإرتاد بعدها جامعة أريزونا لسنتين. ولم يحصل على شهادة جامعية.
ظهر عم كيميل، فرانك بوتينزا (العم فرانك)، في برنامج جيمي كيميل لايف! منذ 2003 حتى وفاته في 2011. كما ظهر «ابن العم سال» قريب كيميل في عدة فقرات من برنامج جيمي كيميل لايف!.

## حياته الشخصية
تزوج كيميل بزوجته الأولى جينا مادي في 1988 وانفصلا في 2002. لديهما ابن اسمه (كيفن) وبنت اسمها (كاثرين). وكانت له علاقة مع الكوميدية ساره سلفرمان في 2002 حتى انهوا علاقتهم في مارس، 2009. بدأ كيميل بمواعدة الكاتبة مولي مكنيرني في أكتوبر، 2009. وتزوجا في يوليو، 2013. وفي 10 يوليو، 2014، انجبا أول طفل لهما.

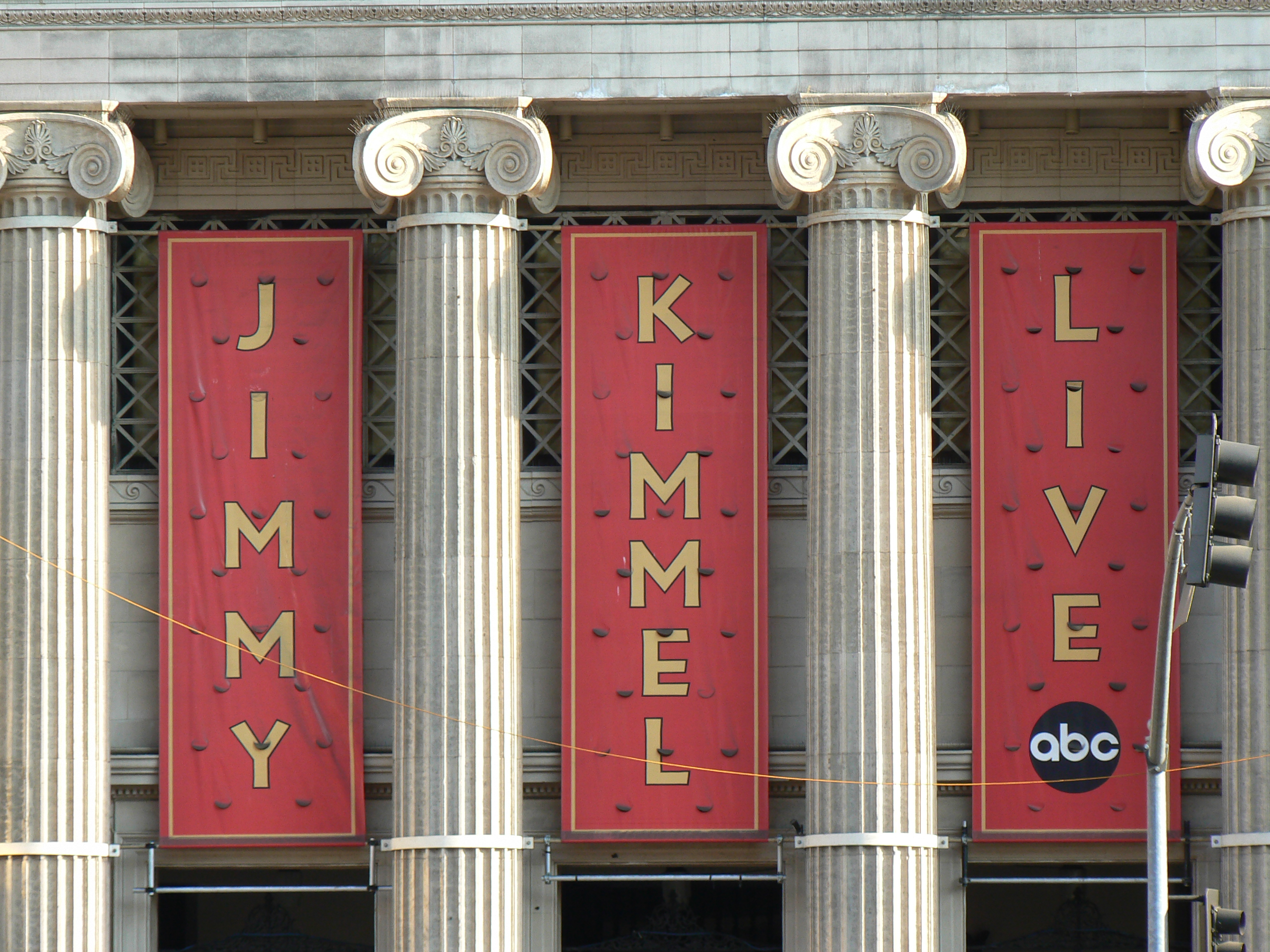
برنامج جيمي كيميل لايف!

## أبرز أعماله

### تلفاز
- مسلسل المسحورات (1999)
- فاميلي غاي (2001)
- جيمي كيميل لايف! (2003-الآن)
- مسلسل أنتوراج (2004)
- مسلسل فضيحة (202، 2015)

### سينما
- رحلة الطريق (2000)
- فتى الجحيم 2: الجيش الذهبي (2008)
- المشروع إكس (2012)
- السنافر 2 (2013)
- نغمة مثالية 2 (2015)

### ألعاب الفيديو
- كول أوف ديوتي: بلاك أوبس 2

## وصلات خارجية
- جيمي كيميل على موقع IMDb (الإنجليزية)
- جيمي كيميل على موقع الموسوعة البريطانية (الإنجليزية)
- جيمي كيميل على موقع روتن توميتوز (الإنجليزية)
- جيمي كيميل على موقع ألو سيني (الفرنسية)
- جيمي كيميل على موقع ميوزك برينز (الإنجليزية)
- جيمي كيميل على موقع أول موفي (الإنجليزية)
- جيمي كيميل على موقع قاعدة بيانات الأفلام السويدية (السويدية)
- جيمي كيميل على موقع إن إن دي بي (الإنجليزية)
- جيمي كيميل على موقع ديسكوغز (الإنجليزية)
- جيمي كيميل على موقع قاعدة بيانات الفيلم (الإنجليزية)
- الموقع الرسمي
- ABC Jimmy Kimmel Live website